# الحبوه العليا (طور الباحه)

تعديل مصدري - تعديل

الحبوه العليا هي إحدى قرى عزلة طور الباحــة بمديرية طور الباحة التابعة لمحافظة لحج، بلغ تعداد سكانها 102 نسمة حسب تعداد اليمن لعام 2004.